# Хлусевич Данило Андрійович
Данило Андрійович Хлусевич (рос. Дании́л Андре́евич Хлусе́вич; нар. 26 лютого 2001) — російський футболіст українського походження, півзахисник московського «Спартака».
Публічно підтримав російську агресію проти України, взявши участь у пропагандистській акції.

## Клубна кар'єра

### Початок кар'єри
Народився 26 лютого 2001 року в Сімферополі. Футболом розпочав займатися в академії «Кримтеплиці», також до 14 років тренувався у батька Андрія. У 2015 році перейшов до Кримського середнього професійного училища олімпійського резерву з Краснолісся. У ФК «Краснолісся», його тренером став Анатолій Миколайович Гутянко, який і допоміг Хлусевичу у кар'єному розвиту. Розпочав кар'єру як футзаліст. Грав за кримські команди «Скворцово» (2015—2016), скворцовський «Геліодор» (2016—2017) та «Кримтеплицю-2» із Молодіжного (2017—2018), де працював тренером його батько. У класичному футболі виступав за УОР з Краснолісся (2016—2018), яке виступало в другому дивізіоні чемпіонату Криму. У сезоні 2017/18 років забив дев'ять м'ячів у 12 матчах. У 16 років Данило замислювався про завершення кар'єри та розглядав можливість вступити до МВС, оскільки в Криму не було варіантів для продовження серйозної кар'єри.

### «Арсенал» (Тула)
У березні 2018 року перейшов до тульського «Арсеналу». З 2018 до 2020 року виступав за молодіжну команду «Арсеналу». Дебютував у молодіжній першості 3 березня 2018 року у матчі проти «Ахмата» (4:0). 28 липня 2018 року забив свій перший м'яч за молодіжну команду «Арсеналу» в матчі проти московського «Динамо» (1:0). Провів у молодіжній першості три сезони, зіграв 48 матчів та відзначився 16-ма голами. Взимку 2019 року під час передсезонного збору взяв участь у контрольних матчах головної команди «Арсеналу». 26 вересня 2018 року дебютував в «Арсеналі» у виїзному матчі 1/16 фіналу Кубку Росії проти южносахалінського «Сахаліну» (2:1), Хлусевич вийшов на заміну на 83-й хвилині.
Взимку 2020 року проходив перегляд у португальському «Порту», проте потім повернувся до «Арсеналу». За словами самого Данила, йому дали хороші рекомендації, заявивши, що він підходить за рівнем для першої команди «Порту». 4 липня 2020 року вперше зіграв за «Арсенал» у прем'єр-лізі, вийшовши на заміну на 83-й хвилині виїзного матчу 26 туру чемпіонату Росії проти московського «Динамо» (1:0). 15 липня 2020 року забив перший м'яч у прем'єр-лізі, відзначившись на 13-й хвилині виїзного матчу 29-го туру чемпіонату Росії проти єкатеринбурзького «Уралу» (3:1). Усього за «Арсенал» провів 52 матчі у всіх турнірах та забив 9 м'ячів.

### «Спартак» (Москва)
Наприкінці жовтня 2021 року підписав контракт із московським «Спартаком» до 1 липня 2026 року, який набрав чинності з 1 січня 2022 року. Сума трансферу склала три мільйони євро. Дебютував за клуб 26 лютого 2022 року в домашньому матчі 19-го туру чемпіонату Росії проти московського ЦСКА (0:2), вийшовши на заміну на 84-й хвилині замість Георгія Джикиї. 2 березня 2022 року провів перший повний матч за «Спартак» у 1/8 фіналу Кубку Росії проти «Кубані» (6:1), в якому зробив асистентський хет-трик.

## Кар'єра в збірній
11 травня 2021 року вперше викликаний до молодіжної збірної Росії. 3 червня 2021 року дебютував за молодіжну збірну в матчі проти молодіжної збірної Болгарії (1:0). Свої перші м'ячі забив 7 вересня 2021 року в ворота молодіжної збірної Мальти (6:0), оформивши дубль.

## Особисте життя
Батько — Андрій Хлусевич (нар. 1977), футболіст і футзаліст, майстер спорту з легкої атлетики, чемпіон України з бігу на 800 метрів. З 2017 року — тренер «Кримтеплиці-2» з Молодіжного.
Дядько — Антон Вікторович Хлусевич (нар. 1991), футболіст та футзаліст, виступав у нижчих лігах першості України, грає у кримських турнірах.

## Статистика виступів

### Клубна
Станом на 29 травня 2022
| Клуб               | Сезон             | Ліга               | Ліга  | Ліга | Кубок | Кубок | Єврокубки | Єврокубки | Загалом | Загалом |
| Клуб               | Сезон             | Дивізіон           | Матчі | Голи | Матчі | Голи  | Матчі     | Голи      | Матчі   | Голи    |
| ------------------ | ----------------- | ------------------ | ----- | ---- | ----- | ----- | --------- | --------- | ------- | ------- |
| «Арсенал» (Тула)   | 2018–19           | Прем'єр-ліга Росії | 0     | 0    | 1     | 0     | –         | –         | 1       | 0       |
| «Арсенал» (Тула)   | 2019–20           | Прем'єр-ліга Росії | 5     | 1    | 0     | 0     | 0         | 0         | 5       | 1       |
| «Арсенал» (Тула)   | 2020–21           | Прем'єр-ліга Росії | 25    | 3    | 3     | 0     | –         | –         | 28      | 3       |
| «Арсенал» (Тула)   | 2021–22           | Прем'єр-ліга Росії | 16    | 4    | 2     | 1     | –         | –         | 18      | 5       |
| «Арсенал» (Тула)   | Загалом           | Загалом            | 46    | 8    | 6     | 1     | 0         | 0         | 52      | 9       |
| «Спартак» (Москва) | 2021–22           | Прем'єр-ліга Росії | 9     | 0    | 3     | 0     | –         | –         | 12      | 0       |
| Усього за кар'єру  | Усього за кар'єру | Усього за кар'єру  | 55    | 8    | 9     | 1     | 0         | 0         | 64      | 9       |

## Досягнення
«Спартак» (Москва)
- Кубок Росії
  -  Володар: 2021/22

- Суперкубок Росії
  -  Фіналіст: 2022